# Geniostoma novae-caledoniae
Geniostoma novae-caledoniae är en tvåhjärtbladig växtart som beskrevs av Eugène Vieillard och Henri Ernest Baillon. Geniostoma novae-caledoniae ingår i släktet Geniostoma och familjen Loganiaceae. Inga underarter finns listade i Catalogue of Life.